# Glympis deletalis
Glympis deletalis là một loài bướm đêm trong họ Erebidae.